# 普雷里維尤 (密蘇里州)
普雷里維尤（英語：Prairieview）是位於美國密蘇里州沃倫縣的鬼鎮。

## 歷史
普雷里維尤的郵局於1900年設立，其後於1903年停運。

## 地理
普雷里維尤所處的海拔為高於海平面239米（即784英呎），而該地所採用的時區為UTC-6，即北美中部時區（CST）。同時該地設有夏令時間，為UTC-6調快一小時，即UTC-5（CDT）。